# Телегин, Константин Фёдорович
Константин Фёдорович Телегин (22 октября [3 ноября] 1899 — 16 ноября 1981) — советский военный политработник, генерал-лейтенант (1943). Близкий друг и соратник Маршала Советского Союза Г. К. Жукова.
Сват известного советского государственного и партийного деятеля И. И. Носенко.

## Биография
Родился в г. Татарске (ныне — Новосибирской области). В детстве батрачил на кулаков, затем работал чернорабочим на складе Омской городской управы. В 1917 году вступил красногвардейцем в 7-ю Омскую городскую роту Красной Гвардии.
В Красной Армии с 1918 года. Член РКП(б) с 1919 года. Участник Гражданской войны. Воевал красноармейцем в 459-м стрелковом полку 51-й стрелковой дивизии, затем стал помощником военкома этого полка в 1919 году. Участник Перекопско-Чонгарской операции и взятия Крыма в 1920 году.
В 1931 году окончил Военно-политическую академию им. В. И. Ленина. С 1936 года — на военно-политической работе в войсках НКВД, был назначен начальником политотдела войск НКВД Казахской ССР. Затем переведён начальником политотдела пограничных войск Дальневосточного округа, в этом качестве участвовал в боях на озере Хасан (1938). С 1939 года — начальник политотдела Московского округа внутренних войск НКВД  СССР. Участвовал в советско-финской войне (1939—1940) в должности военкома войск НКВД по охране тыла 9-й армии. В 1940—1941 годах служил в центральном аппарате НКВД СССР.

## Великая Отечественная война
В ходе Великой Отечественной войны с июля 1941 года — член Военного Совета Московского военного округа, с 3 декабря 1941 — Московской зоны обороны. С 20 декабря 1942 года — член Военного Совета Донского фронта, с 15 февраля 1943 года — член Военного совета Центрального фронта, с 20 октября 1943 — член Военного совета 1-го Белорусского фронта, с 5 апреля 1944 года — член Военного совета Белорусского фронта, с 16 апреля 1944 года и до конца войны — вновь член Военного совета 1-го Белорусского фронта. Участвовал в подготовке и осуществлении боевых действий в Московской, Сталинградской и Курской битвах, в битве за Днепр, освобождении Белоруссии, в Висло-Одерской, Восточно-Померанской и Берлинской операциях. Принимал непосредственное участие в подписании советской стороной Капитуляции Германии 7—9 мая 1945 года.
Один из организаторов неудачного военного опыта по реорганизации стрелковых полков (отказ от батальонного звена) зимой 1943/44 года на Белорусском фронте.
Как руководитель правительственной комиссии участвовал в процедуре опознания и идентификации останков Гитлера и Геббельса.

## Послевоенная биография
10 июля 1945 года был назначен членом Военного Совета Группы советских оккупационных войск в Германии, которой тогда командовал маршал Г. К. Жуков. Снят с должности в апреле 1946 года, через несколько дней после снятия Г. К. Жукова с должности Главнокомандующего ГСОВГ. В июне 1947 года был обвинён в незаконных награждениях орденами и медалями ряда лиц, за что был переведён из членов ВКП(б) в кандидаты и также был уволен из армии.
24 января 1948 года арестован по личному указанию И. В. Сталина по так называемому «трофейному делу», одним из фигурантов которого был Г. К. Жуков. 

При обыске у Телегина изъято 16 кг изделий из серебра, около 250 отрезов шерстяных и шелковых тканей, 18 охотничьих ружей, много ценных антикварных изделий из фарфора и фаянса, меха, гобелены — работы французских и фламандских мастеров XVII и XVIII веков, картины и другие дорогостоящие вещи…— Из приговора Военной коллегии Верховного Суда СССР
Следствие по его делу велось почти 4 года. Обвинялся как в антисоветской агитации, так и в злоупотреблении должностным положением (скупка ценностей за бесценок, присвоение государственного имущества). Как утверждал позднее сам Телегин в письмах к Ворошилову, Молотову и другим руководителям СССР, в первую очередь на следствии от него требовали дать показания на Жукова и Серова и с этой целью его возили на допросы к Абакумову, а затем он подвергался многочасовым избиениям. В итоге Телегин был вынужден подписать требуемые от него показания. Дело генерала Телегина рассматривала Военная коллегия Верховного Суда СССР 3 ноября 1951 года, на заседании суда Телегин отказался от своих прежних признательных показаний. Дело было возвращено на доследование. Вторично суд состоялся 20 марта 1952 года, и тогда К. Ф. Телегин был приговорён к 25 годам исправительно-трудовых лагерей. На повторном суде обвинение в антисоветской агитации с Телегина было снято (но добавлено обвинение в сокрытии антисоветской агитации со стороны его брата Дмитрия, осужденного за это преступление в 1948 году), зато по злоупотреблениям и имущественным преступлениям следствие добавило в обвинение ещё несколько фактов.
В июле 1953 года полностью реабилитирован с прекращением дела и отменой приговора. После освобождения безуспешно добивался возврата всего конфискованного у него имущества. Был восстановлен в Вооружённых силах. В 1955—1956 годах — заместитель начальника курсов «Выстрел» по политчасти.
Затем — в отставке, проживал в городе Москве на персональной даче в Серебряном Бору.
Как участник Гражданской войны в Крыму вместе с И. Д. Папаниным оказывал почести у могилы начальника Крымской повстанческой армии, героя гражданской войны А. В. Мокроусова в Симферополе.
Скончался в результате сердечного приступа в 1981 году. Похоронен на Новодевичьем кладбище.

## Воинские звания
- Полковой комиссар (29.08.1936)
- Бригадный комиссар (13.12.1937)
- Дивизионный комиссар (июль 1942)
- Генерал-майор (6.12.1942)
- Генерал-лейтенант (24.08.1943)

## Награды и звания
- Три ордена Ленина (27.08.1943, 21.02.1945, 29.05.1945)
- Орден Октябрьской Революции (1968)
- Четыре ордена Красного Знамени (27.08.1943, 3.11.1944, ...)
- Орден Суворова I степени (06.04.1945)
- Орден Богдана Хмельницкого I степени (29.07.1944)
- Два ордена Красной Звезды (в т. ч. 1979)
- Знак «Участнику Хасанских боёв»
- Медали СССР

- Почётный гражданин города Татарск[4]
- Почётный гражданин г. Гомеля (1973, Гомель)
- Имя занесено на городскую Доску почёта (Гомель)

## Память
- В честь К. Ф. Телегина в Гомеле названа одна из улиц.

## Сочинения
- Не отдали Москвы! — М.: Советская Россия, 1968. — 352 с. — 50 000 экз.
- Не отдали Москвы! — Изд. 2-е, дополн., перераб. — М.: Советская Россия, 1975. — 368 с., ил. — 75 000 экз.
- Войны несчитанные вёрсты. — М.: Воениздат, 1988. — 416 с.; 10 л. ил. — (Военные мемуары). — 65 000 экз. — ISBN 5-203-00065-4.
- Телегин К. Ф. В дни великой битвы // Битва за Сталинград. — 4-е изд. — Волгоград: Нижне-Волжское книжное издательство, 1973. — С. 374—401.

## В киноискусстве
- В киноэпопее Юрия Озерова «Освобождение» роль генерал-майора К. Телегина исполнил Пётр Щербаков.